# بيردمان
بيردمان (بالإنجليزية: Birdman)‏ و اسمه الحقيقي برايان ويليامز هو مطرب راب و منتج موسيقي أمريكي مولود في نيوأورلينز سنة 1969 .
أسس مع أخيه «رونالد ويليامز» شركة التسجيلات كاش ماني ريكوردز المتخصصة في أغاني الراب .
بيردمان مالك نادي كرة السلة ميامي هيت وهو المتبني الحقيقي لي ليل وين

## روابط خارجية
- بيردمان على موقع IMDb (الإنجليزية)
- بيردمان على موقع ميوزك برينز (الإنجليزية)
- بيردمان على موقع رولينغ ستون (الإنجليزية)
- بيردمان على موقع أول ميوزيك (الإنجليزية)
- بيردمان على موقع أول ميوزيك (الإنجليزية)
- بيردمان على موقع أول ميوزيك (الإنجليزية)
- بيردمان على موقع ديسكوغز (الإنجليزية)
- بيردمان على موقع ديسكوغز (الإنجليزية)
- بيردمان على موقع ديسكوغز (الإنجليزية)
- بيردمان على موقع قاعدة بيانات الفيلم (الإنجليزية)